# 93
Évszázadok: i. e. 1. század – 1. század – 2. század
Évtizedek: 40-es évek – 50-es évek – 60-as évek – 70-es évek – 80-as évek – 90-es évek – 100-as évek – 110-es évek – 120-as évek – 130-as évek – 140-es évek
Évek: 88 – 89 – 90 – 91 –  92 – 93 – 94 – 95 – 96 – 97 – 98

## Események

### Római Birodalom
- Sextus Pompeius Collegát (helyettese májustól Titus Avidius Quietus, szeptembertől Caius Cornelius Rarus Sextius Naso) és Quintus Peducaeus Priscinust (helyettese Sextus Lusianus Proculus és Tuccius Cerialis) választják consulnak.
- Felségsértés vádjával bíróság elé állítanak hét, sztoikus filozófiát követő arisztokratát és hármat (Arulenus Rusticust, Herennius Seneciót és Helvidius Priscust) kivégeznek.
- Ifjabb Pliniust praetorrá választják.
- Iosephus Flavius kiadja "A zsidók története" c. művét.

### Közép-Ázsia
- A nomád hszienpejek konföderációja vereséget mér a kínaiak által elűzött északi hsziungnukra, közülük állítólag százezret befogadnak és átveszik helyüket a közép-ázsiai sztyeppén.

## Halálozások
- augusztus 23. – Cnaeus Julius Agricola, római hadvezér

## Fordítás
- Ez a szócikk részben vagy egészben  az   AD 93 című angol Wikipédia-szócikk ezen változatának fordításán alapul.  Az eredeti cikk szerkesztőit annak laptörténete sorolja fel. Ez a jelzés csupán a megfogalmazás eredetét és a szerzői jogokat jelzi, nem szolgál a cikkben szereplő információk forrásmegjelöléseként.